# تشطيب
التشطيبات هي عمليه انهاء أوجه الحوائط والارضيات والأسقف والأسطح للمبنى حيث تتحدد حسب نوع المواد المنفذه بها والمعالجة الخاصة بها أيضا وتعتبر التشطيبات هامة جدا للمبنى لأنها السطح الظاهرى للمنظور في كل أجزاء المبنى سواء الداخلى منها أو الخارجى
واختيار مواد التشطيبات المناسبة للمبنى تتحدد بعدة عوامل أهمها التكلفة وجودة مواد البناء وتأثير التنسيق المعمارى ومظهره النسجى ومقاومته للرطوبه أو الحريق أو الصوت ومدى عمره الأفتراضى ومقاومته لعوامل البيئة ومكوناته وما إلى ذلك كما ان هذه التشطيبات تتأثر بدرجه كبيره بالأختيار الشخصى والخبرة المهنية والتذوق الفنى لمواد التشطيب ونوع المبنى 
وبما ان التشطيبات تعتبر واجهه المبنى المرئى لذلك فان تفاصيل التصميمات التنفيذيه للمبنى وطريقه تشييدها على أصول الأسس الفنية تعتبر هامه جدا 
وتتقسم التشطيبات إلى عده أنواع تبعا لأجزاء المبنى فمنها ما يختص بالحوائط أو الأرضيات أو الأسقف أو الأسطح وفيما يلى التفاصيل الهامة لكل منها على حدة.

## تشطيب الحوائط والأسقف
توجد مواد كثيرة جدا لتشطيب الحوائط والأسقف للمبانى وسنستعرض كلا من البياض والكسوات نظرا لأهميته الكبيرة في تشييد المبانى

### البياض
يعتبر البياض من أقدم مواد التشطيب فقد أستعمل بياض الجبس في عصر قدماء المصريين كذلك استعمله الأغريق والرومان كثيرا في مبانيهم 
يتكون البياض عاده من ثلاثة طبقات:
1. طبقه الطرطشه وهي طبقه تحضيريه للاسطح.
2. طبقه البطانه.
3. طبقه الظهارة.

- تتكون طبقه الطرطشه الأبتدائيه للبياض من مونه لبانى للأسمنت والرمل بنسبه 350كج أسمنت لكل متر مكعب رمل مضافا اليه المياه الكافيه كما يبجب المداومة على رش هذه الطرطشه بالماء لمده 3 أيام قبل وضع طبقه البطانه عليها
- يبدا عمل طبقه البطانه على أسطح الحوائط والأسقف بضبط مستوى سطحها وذلك بعمل البؤج والأوتار عليهما وعلى أركان الحجرات والسقف باستعمال زاويه التربيعه والبؤج عباره عن مكعبات مصنوعه من الجبس المعجون بزبد الجير ثم تضبط جميعها في مستوى واحد باستعمال ميزان المياه ثم توصل ببعضها بعمل الأوتار بمونه البطانه كما تملا هذه الفراغات بين الأوتار بمونه البطانه
- تعمل البطانه عاده من سمك واحد ونص سم في المتوسط وتوضع على الحوائط والإسقف بواسطه المحارة والطالوش ثم تخشن بالمحارة وتمشط بالمنجافيرا لعمل خربشه أفقيه على أسطح البطانه بعمق حوالي 3مم وتبعد عن بعضها حوالي 5سم وذلك لتعشيقها مع طبقه الظهارة التي ستأتى فوقها.
- توضع طبقه الظهارة فوق طبقه البطانه المذكورة وتفرد عليها بسمك نصف سم في المتوسط وذلك باستعمال المحارة والطالوش ثم تخشن بالمحارة أو تمس بالبروه حسب نوع تشطيب البياض المطلوب مع مراعاه ترك مسافه مناسبه أسفل الحوائط تقدر بحوالي 15سم بدون بياض حيث يتم تقطيبها بعد تركيب الأرضيات ثم وضع الوزارات عليها.

ويراعى عاده عند اختيار نوع البطانه والظهارة للمبانى ان تكون ملائمة للأسطح المستعمله وظروف البيئة الموجود فيها وعلى ذلك تراعى كثافه البياض وقوته من حيث التمدد والأنكماش في فترة الشك والجفاف.
وتمتاز كل خلطه من خلطات البياض من غيرها فيما يلى:
1. الخلطات التي أساسها الأسمنت والجير المائى تمتاز ببطئها في التصلب.
2. الخلطات التي أساسها الجير المخلوط بالجبس تمتاز بأن وجود الجبس يساعد على التمدد الخلطة عند الشك ويقلل من أنكماش الجير عند الجفاف.

#### تركيب أعمال النجارة والكهرباء أثناء عمل طبقات البياض
- تركيب حلوق النجارة للأبواب والشبابيك في المبنى بمجرد الانتهاء من عمل البؤج والاوتار لبطانه البياض فتثبت حلوقها عاده بالكانات الحديدية بالحوائط مع ضبطها بميزان المياه ويساعد على ذلك تثبيت الدفينه الخشبيه
- كذلك يجب تركيب جمبع الخوايير اللازمة لتثبيت الوزرات والكرانيش والشناكل ومواسير الكهرباء الترنشات والبواتات وعلب المفاتيح الكهربائية مع التحبيش عليها قبل عمل ظهاره البياض مع تسويه أوجهها مع سطح البؤج الموجودة.
- وبعد عمل طبقه الظهارة تركب البرور للأبواب والشبابيك لتغطيه وصلات الاتصال بين الدفينه والحلق والدفينه والبياض مما يعطيها جمالا ورونقا أفض بعد التشطيب.
- ثم بعد ذلك تركب الوزرات والكرانيش وأغطيه البواتات والمفاتيح والبرايز الكهربائيه بالإضافة إلى عمل التقطيبات والترميمات اللازمة للأجزاء التي سبق تركها بدون بياض وتعمل بنفس المونة التي استعملت

و ينقسم البياض إلى 
تلنبيمنب
القصارة عمل مهم صعب يقصر عمر صاحبه

#### البياض الداخلى
1. بياض التخشين.
2. بياض المصيص.
3. بياض على خشب بغدادى الموريتا.
4. بياض رخام الأسبستوس.
5. بياض الأسفال والوزرات.
6. بياض بالأسمنت الأبيض (كينز).
7. بياض موزايكو.
8. البياض الأسمنتى العازل للمياه.
9. بياض الباريوم.
10. بياض عازل للحرارة.
11. بياض مقاوم للحريق.
12. بياض ماص للصوت.
13. بياض على شبك معدنى.

#### البياض الخارجى
أهم أنواع البياض الخارجى الشائع الاستعمال هو بياض الفطيسة وبياض الطرطشه للواجهات وبياض الأسمنت للأسفال الخارجية والبياض بمونه الحجر الصناعي.

#### أنواع البياض الخارجي
1. بياض فطيسه.تستعمل للحوائط الخارجية والأجزاء الهامة من الحوائط الداخلية وهو يشبه لون الأحجار الطبيعية وينقسم إلى: *بياض الفطيسة الجبسيه. *بياض الفطيسة الاسمنتيه.
2. بياض طرطشه اسمنتيه.
3. بياض اسمنتى.
4. بياض حجر صناعي.
5. بياض تراتزو.
6. بياض اسكاليولا.

==== عيوب البياض ====وس: بياض اعاد مراجعته سطحه بالبروه.
1. بياض مخدم: بياض ناعم جدا مخدوم بالبروه.
2. بياض تربيه: بياض متربى وسمكه أكبر من اللازم.
3. بياض مفوش: بياض يحتوى على نسبه كبيره من الجير لم يستكمل اطفاءه أو وجودصرفان كثيرة في المونة.
4. بياض مطبل: بياض موضوع على بكانه ضعيفه ويظهر ذلك بحدوث صوت أجوف عند الطرق على البياض وينشأالتطبيل عند عدم تماسك البياض.
5. بياض مقتول: بياض تم بمونه مقتوله أي بعد شك الأسمنت.
6. بياض منمل: بياض به شروخ رفيعه شعريه.
7. بياض مطقطق: بياض ضعيف انفصلت طبقاته لعدم تماسكها مع البطانه.
8. بياض مقشر: مثل انفصال قشره من بياض الحجر الصناعي نتيجه ضعف بياض البطانه نفسها.
9. بياض مجزل: بياض يحدث نتيجه لعدم تجانس خلطه المونة أو عدم العناية في التخشين أو زياده سمك البياض أو زياده نسبه الجير في الخلطة.
10. بياض مشرخ: يحدث نتيجه زياده نسبه الاسمنت في الخلطة أو عدم رش البياض الاسمنتى أو حدوث اجهاد في البياض مما يشكل عبئا ثقيلا على المونة أو حدوث فاصل خلف البياض كما يحدث بين الخرسانة المسلحة والمبانى الملاصقة لها
11. بياض مزهر: بياض يظهر فيه بودره بيضاء لعدم رش حوائط الطوب قبل البياض ويحدث نتيجه لوجود نسب زائده من كبريتات الصوديوم أو الماغنسيوم أو خليط منهما وجميعا قابل للذوبان وينتقل من مختلف الطبقات إلى السطح الظاهرى نتيجه لعوامل الرطوبة وقد يسمى تمليح أو تحيير أو تسليخ

### الكسوات
هي حوائط النهو الظاهرى التي تكسو حوائط المبنى الأصلية حيث الغرض الأساسي تركيبها بالحائط الاصلى وذلك باستعمال الأربطة الخاصة مثل الكانات أو الكاويلات المعدنية أو الغنفاريات التي قد يطلق عليها ديل اليمامة أو الزوانات أو التعشيقات المختلفة أو اللحام

## اقرأ أيضاً
- هندسة ديكور